# Les Vaisseaux du cœur
Pour plus de détails, voir Fiche technique et Distribution.
Les Vaisseaux du cœur (Salt on Our Skin) est un film romantique canado-franco-allemand réalisé par Andrew Birkin, sorti en 1992.

## Fiche technique
- Titre original : Salt on Our Skin
- Titre français : Les Vaisseaux du cœur
- Réalisation : Andrew Birkin
- Scénario : Andrew Birkin et Bee Gilbert d'après le roman éponyme de Benoîte Groult
- Photographie : Dietrich Lohmann
- Montage : Dagmar Hirtz
- Musique : Klaus Doldinger
- Pays d'origine : Canada - France - Allemagne
- Genre : romance
- Dates de sortie : 
  - Allemagne : 17 septembre 1992
  - France : 17 mars 1993

## Distribution
- Greta Scacchi : George
- Vincent D'Onofrio : Gavin
- Anaïs Jeanneret : Frédérique
- Hanns Zischler : Sidney
- Shirley Henderson : Mary
- Claudine Auger : la mère de George
- Charles Berling : Roger
- Robert Higden : Vendeur de souvenirs
- Richard Jutras : Coiffeur
- Jasmine Roy : Chanteuse